# Santi Aldama
Santiago „Santi” Aldama Toledo (ur. 10 stycznia 2001 w Las Palmas) – hiszpański koszykarz, występujący na pozycji silnego skrzydłowego, aktualnie zawodnik Memphis Grizzlies.
W 2017 wziął udział w Adidas Eurocampie.

## Wczesne lata i kariera
Aldama dorastał w Las Palmas, na Gran Canarii, w Hiszpanii. Zaczął grać w koszykówkę w wieku trzech lat, ponieważ jego ojciec, Santiago Aldama, oraz wujek, Santi Toledo, byli zawodowymi koszykarzami. 
Od momentu rozpoczęcia przygody z koszykówką Aldama grał w Canterbury Basketball Academy w Las Palmas i postanowił tam pozostać, mimo ofert od większych klubów, takich jak FC Barcelona, Real Madryt i Gran Canaria. Na Mistrzostwach Hiszpanii do lat 16 w 2017 roku zdobywał średnio 18,9 punktu, 5,1 zbiórek i 3,6 asyst na mecz, grając dla Canterbury razem z Oumarem Ballo. Pomógł swojej drużynie zająć trzecie miejsce za FC Barceloną i Realem Madryt. W 2018 roku Aldama grał na wypożyczeniu w drużynie FC Barcelona U-18 podczas kwalifikacji turnieju Adidas Next Generation w Ciutat de L'Hospitalet.

## Osiągnięcia
Stan na 22 września 2023, na podstawie, o ile nie zaznaczono inaczej.

### NCAA
- Zaliczony do I składu:
  - Patriot League (2021)
  - debiutantów Patriot League (2021)
  - turnieju Patriot League (2021)
- Zawodnik tygodnia Ligi Patriotów (9.02.2021, 16.02.2021, 23.02.2021)
- Lider Patriot League w:
  - średniej zbiórek (10,1 – 2021)
  - liczbie:
    - zbiórek (172 – 2021)
    - celnych (135) i oddanych (263) rzutów z gry (2021)
    - oddanych rzutów wolnych (86 – 2021)
    - strat (55 – 2021)

  - skuteczności rzutów z gry (51,3% – 2021)

### Reprezentacja
Seniorska
- Uczestnik mistrzostw świata (2023 – 9. miejsce)[8]

Młodzieżowe
- Mistrz Europy U–18 (2019)
- Uczestnik mistrzostw Europy U–16 (2017 – 7. miejsce)
- MVP mistrzostw Europy U–18 (2019)
- Zaliczony do I składu mistrzostw Europy U–18 (2019)